# Kitty Mattern
Kitty Mattern (née Matfus le 28 décembre 1912 à Vienne, mort le 14 juillet 1998 à Munich) est une actrice autrichienne.

## Biographie
Enfant, elle joue Faust. Une tragédie au Burgtheater. Après avoir fréquenté le Max Reinhardt Seminar, elle fait ses débuts en 1937 dans des petits théâtres à Vienne.
En 1938, elle émigre en Amérique et joue à Broadway jusqu'en 1950. En 1951, elle s'installe à Los Angeles et joue des petits rôles dans des petits films américains. Mais elle se consacre ensuite au théâtre en Allemagne et en Autriche, comme le Hebbel-Theater en 1959, le Kammerspiele de Munich en 1958 et en 1964, le Schlosspark Theater de 1970 à 1972.
Une apparition dans la comédie musicale Prärie-Saloon lui vaut d'être prise pour le film Les Cavaliers rouges en remplacement de Helen Vita.
En 1953, elle épouse l'acteur Sig Arno. Après sa mort en 1975, elle habite à Munich.

## Filmographie
Cinéma
- 1964 : Les Cavaliers rouges
- 1977 : Das chinesische Wunder
- 1983 : Frühlingssinfonie

Télévision
- 1961 : Mrs. Billings' Scheidung
- 1963 : Mein Freund Jack
- 1963 : Einen Jux will er sich machen
- 1969 : Mamsell Nitouche
- 1969 : Gauner, Gelder und Giraffen
- 1970 : Kudammgeschichten
- 1971 : Chopin-Express
- 1971 : Das Feuerwerk
- 1972 : Die Geisha

Séries télévisées
- 1960 : Five Fingers (un épisode)
- 1964 : Das Kriminalgericht – Der Fall Nebe
- 1968 : Hauptstraße Glück
- 1972 : Die Pulvermänner (deux épisodes)
- 1973 : Die Reise nach Mallorca
- 1976 : Tatort : Annoncen-Mord

## Source de la traduction
- (de) Cet article est partiellement ou en totalité issu de l’article de Wikipédia en allemand intitulé « Kitty Mattern » (voir la liste des auteurs).